# 农民阵线

农民阵线标志

农民阵线旗帜

农民阵线（羅馬尼亞語：Frontul Plugarilor）是罗马尼亚历史上的一个奉行农业社会主义的左翼政治组织。1933年，该组织在德瓦成立，分裂自人民党。该组织的领袖是彼得鲁·格罗查。1946年，该组织的实力达到顶峰，拥有超过100万成员。1944年10月，该组织加入罗马尼亚共产党领导的全国民主阵线。1953年，在执政党罗马尼亚工人党（1948年，由罗马尼亚共产党和罗马尼亚社会民主党合并而成）的压力下，该组织自行解散。